# Andreï Pedan
Andreï Mikhaïlovitch Pedan — en russe : Андрей Михайлович Педан, en lituanien : Andrejus Pedanas et en anglais : Andrei Pedan — (né le 26 novembre 1993 à Kaunas en Lituanie) est un joueur professionnel de hockey sur glace lituano-russe. Il évolue au poste de défenseur.

## Biographie

### Carrière en club
Formé aux Krylia Sovetov, il rejoint les équipes de jeunes du HK Dinamo Moscou. Il est sélectionné en 1er ronde, en 18e position par le OHK Dinamo au cours du repêchage d'entrée dans la KHL 2010. Lors de la sélection européenne 2010 de la Ligue canadienne de hockey, il est choisi en première ronde en trente deuxième position par le Storm de Guelph. Il part alors en Amérique du Nord. Il est sélectionné au troisième tour en soixante troisième position par les Islanders de New York lors du repêchage d'entrée dans la LNH 2011.
Le 25 novembre 2014, il est échangé aux Canucks de Vancouver contre Alexandre Mallet et un choix de troisième tour en 2016. Il joue son premier match dans la LNH le 1er décembre 2015 avec les Canucks face aux Kings de Los Angeles.
Le 3 octobre 2017, il est échangé aux Penguins de Pittsburgh en compagnie d'un choix de 4e tour en 2018 en retour de Derrick Pouliot.

### Carrière internationale
Il représente la Russie en sélections jeunes. Il prend part à la Super Serie Subway en 2010 et 2011.

## Statistiques

### En club
| Saison    | Équipe                            | Ligue |                   | Saison régulière  | Saison régulière  | Saison régulière  | Saison régulière  | Saison régulière |   | Séries éliminatoires | Séries éliminatoires | Séries éliminatoires | Séries éliminatoires | Séries éliminatoires |
| Saison    | Équipe                            | Ligue | PJ                | B                 | A                 | Pts               | Pun               | PJ               | B | A                    | Pts                  | Pun                  |                      |                      |
| 2010-2011 | Storm de Guelph                   | LHO   | 51                | 2                 | 10                | 12                | 89                | 6                | 0 | 8                    | 8                    | 8                    |                      |                      |
| 2011-2012 | Storm de Guelph                   | LHO   | 63                | 10                | 30                | 40                | 152               | 6                | 1 | 2                    | 3                    | 14                   |                      |                      |
| 2012-2013 | Storm de Guelph                   | LHO   | 60                | 14                | 30                | 44                | 145               | 5                | 3 | 1                    | 4                    | 16                   |                      |                      |
| 2012-2013 | Sound Tigers de Bridgeport        | LAH   | 8                 | 0                 | 2                 | 2                 | 7                 | -                | - | -                    | -                    | -                    |                      |                      |
| 2013-2014 | Sound Tigers de Bridgeport        | LAH   | 28                | 5                 | 5                 | 10                | 43                | -                | - | -                    | -                    | -                    |                      |                      |
| 2013-2014 | Thunder de Stockton               | ECHL  | 5                 | 0                 | 0                 | 0                 | 6                 | 2                | 0 | 0                    | 0                    | 0                    |                      |                      |
| 2014-2015 | Sound Tigers de Bridgeport        | LAH   | 6                 | 0                 | 3                 | 3                 | 51                | -                | - | -                    | -                    | -                    |                      |                      |
| 2014-2015 | Thunder de Stockton               | ECHL  | 2                 | 0                 | 1                 | 1                 | 2                 | -                | - | -                    | -                    | -                    |                      |                      |
| 2014-2015 | Comets d'Utica                    | LAH   | 42                | 3                 | 11                | 14                | 70                | -                | - | -                    | -                    | -                    |                      |                      |
| 2015-2016 | Comets d'Utica                    | LAH   | 45                | 7                 | 14                | 21                | 87                | 4                | 0 | 0                    | 0                    | 10                   |                      |                      |
| 2015-2016 | Canucks de Vancouver              | LNH   | 13                | 0                 | 0                 | 0                 | 18                | -                | - | -                    | -                    | -                    |                      |                      |
| 2016-2017 | Comets d'Utica                    | LAH   | 52                | 5                 | 5                 | 10                | 100               | -                | - | -                    | -                    | -                    |                      |                      |
| 2017-2018 | Penguins de Wilkes-Barre/Scranton | LAH   | 52                | 9                 | 17                | 26                | 87                | 3                | 1 | 1                    | 2                    | 4                    |                      |                      |
| 2018-2019 | Ak Bars Kazan                     | KHL   | 37                | 2                 | 10                | 12                | 44                | 3                | 0 | 0                    | 0                    | 10                   |                      |                      |
| 2019-2020 | Ak Bars Kazan                     | KHL   | 37                | 6                 | 10                | 16                | 32                | 4                | 0 | 1                    | 1                    | 2                    |                      |                      |
| 2020-2021 | Ak Bars Kazan                     | KHL   | 52                | 6                 | 11                | 17                | 87                | 14               | 1 | 2                    | 3                    | 4                    |                      |                      |
| 2021-2022 | HK Dinamo Moscou                  | KHL   | 32                | 3                 | 7                 | 10                | 18                | 7                | 0 | 1                    | 1                    | 10                   |                      |                      |
| 2022-2023 | SKA Saint-Pétersbourg             | KHL   | 64                | 5                 | 15                | 20                | 43                | 16               | 2 | 3                    | 5                    | 27                   |                      |                      |
| 2023-2024 | SKA Saint-Pétersbourg             | KHL   | 13                | 1                 | 2                 | 3                 | 11                | 1                | 0 | 0                    | 0                    | 0                    |                      |                      |
| 2024-2025 | SKA Saint-Pétersbourg             | KHL   | Saison en cours ? | Saison en cours ? | Saison en cours ? | Saison en cours ? | Saison en cours ? |                  |   |                      |                      |                      |                      |                      |

### En équipe nationale
| Année | Compétition                          |   | PJ | B | A | Pts | Pun | +/-                |  | Résultat |
| 2011  | Championnat du monde moins de 18 ans | 6 | 0  | 2 | 2 | 25  | +4  | Médaille de bronze |  |          |